# 前山剛久
前山 剛久（まえやま たかひさ、1991年2月7日 - ）は、日本の元俳優。大阪府出身。

## 略歴
明治学院大学進学時に上京。2010年に行われた「D-BOYSスペシャルユニットオーディション」のファイナリストに選ばれる。同年12月にD2のメンバーとなり、2011年1月『ミュージカル 忍たま乱太郎』の中在家長次役で俳優デビュー。2013年10月、D2がD-BOYSに加入し、D-BOYSメンバーとなる。仕事の都合もあり留年したものの、2014年9月に大学を卒業。
2021年12月22日、4日前の神田沙也加死去に際し、所属事務所の公式サイトを通じて神田との交際を認め故人を追悼するコメントを発表した。2022年1月5日、週刊文春により神田沙也加と前山が口論する音声データ、口論に至った経緯などが報じられた。これを受けて、事務所の公式サイトにて、心身不調のため活動休止して出演予定だった舞台『ピアフ』も降板することを発表。
同年6月30日、本人の申し出により同日付で事務所を退所することが事務所から発表された。
2024年8月27日、「週刊女性」のインタビューにて、俳優復帰を希望。9月8日に、11月7日〜10日の舞台『ある日の通り雨と共に』に出演することをSNSで発表。しかし、9月13日には出演予定の女優2人の辞退を彼女らの所属事務所が公表し、9月20日には公演を安全に上演することが諸般の事情により難しくなったとして上演を見送ることが発表された。

## 出演

### テレビドラマ
- 仮面ライダーウィザード 第18話 - 最終話（2013年1月 - 9月、テレビ朝日） - ソラ / グレムリン 役
- となりの関くんとるみちゃんの事象 第7話（2015年9月、MBS） - ケイジ 役
- 御茶ノ水ロック（2018年1月 - 3月、テレビ東京） - 奈良悠介 役[17]
- クレイジーレイン（2020年7月15日 - 7月26日、朝日放送テレビ） - 今江 役[18]
- 3Bの恋人（2021年1月10日 - 3月14日、朝日放送テレビ） - 達也 役[19]

### 映画
- 携帯彼氏+（2012年7月、DVD映画） - 爽太 役
- 劇場版 仮面ライダーウィザード in Magic Land（2013年8月3日） - ソラ / グレムリン 役
- D-BOYS 10th Anniversary Project ショートフィルムフェスティバル（2014年1月24日）
- 赤×ピンク（2014年2月22日）- 安田友和 役
- マジックナイト（2014年8月30日） - 光 役
- 闇金ドッグス7（2017年9月2日）
- 一礼して、キス（2017年11月11日） - 五十嵐克乙 役
- 東映ムビ×ステ『GOZEN - 純恋の剣 -』（2019年7月5日） - 結城蔵人 役[20]

### 舞台
2011年
- ミュージカル 忍たま乱太郎 第2弾〜予算会議でモメてます!〜（2011年1月13日 - 24日、シアターGロッソ） - 中在家長次 役
- saigoノbansan（2011年4月5日 - 10日、青山円形劇場）
- ミュージカル 忍たま乱太郎 第2弾〜予算会議でモメてます!〜 再演（2011年7月1日 - 10日、シアターGロッソ） - 中在家長次 役
- abc★赤坂ボーイズキャバレー 2回表!（2011年8月24日 - 31日、赤坂ACTシアター / 9月3日 - 5日、シアターBRAVA!） - 添島啓二 役

2012年
- ミュージカル 忍たま乱太郎 第3弾〜山賊砦に潜入せよ〜（2012年1月12日 - 22日、シアターGロッソ） - 中在家長次 役
- VISUALIVE『ペルソナ4』（2012年3月15日 - 20日、サンシャイン劇場）花村陽介 役
- 源氏物語×大黒摩季songs〜ボクは、十二単に恋をする〜（2012年5月11日・15日、天王洲銀河劇場） - ゲスト出演
- ミュージカル 忍たま乱太郎 第3弾〜山賊砦に潜入せよ〜 再演（2012年7月4日 - 15日、サンシャイン劇場） - 中在家長次 役
- VISUALIVE『ペルソナ4』the EVOLUTION（2012年10月3日 - 9日、天王洲銀河劇場） - 花村陽介 役
- ミュージカル 「ア・ソング・フォー・ユー」クリスマス スペシャルコンサート（2012年12月19日・20日、中野サンプラザ）

2013年
- Dステ12th「TRUMP」（2013年1月23日 - 2月3日、サンシャイン劇場 / 2月8日 - 10日、ABCホール） - ジュリアン / ダリ・デリコ 役
- 交響劇 船に乗れ!（2013年12月13日 - 21日、東急シアターオーブ）

2014年
- WBB vol.6 「そして、今夜もニコラシカ!」（2014年6月13日 - 21日、東京芸術劇場シアターウエスト） - 明石 役
- Dステ15th「駆けぬける風のように」（2014年10月9日 - 19日、サンシャイン劇場 / 10月24日 - 26日、梅田芸術劇場 シアター・ドラマシティ / 10月31日・11月1日、名鉄ホール） - 鳥沢鍬平 役

2015年
- DULL-COLORED POP vol.15「夏目漱石とねこ」（2015年2月5日 - 15日、座・高円寺1）
- Dステ16th「GARANTIDO」（2015年5月21日 - 26日、東京芸術劇場プレイハウス / 5月30日・31日、兵庫県立芸術文化センター 阪急 中ホール）
- 金色のコルダBlue♪Sky First Stage（2015年9月4日 - 13日、全労済ホール スペース・ゼロ） - 主演 如月響也 役
- Dステ17th「夕陽伝」（2015年10月21日 - 11月1日、サンシャイン劇場 / 11月21日 - 22日、森ノ宮ピロティホール）
- 晦日明治座納め・る祭 （2015年12月29日 - 31日、明治座 / 2016年1月16日、梅田芸術劇場 メインホール）- 伊佐西古 役

2016年
- 朗読劇「ハンサム落語 第七幕」 （2016年2月9日・12日、赤坂REDシアター / 2月20日、テイジンホール）
- 美男高校地球防衛部LOVE!活劇!（2016年3月10日 - 13日、Zeppブルーシアター六本木） - 草津錦史郎 役
- ふしぎ遊戯〜朱ノ章〜（2016年4月8日 - 15日、あうるすぽっと） - 星宿 役
- 演劇集団キャラメルボックス featuring D-BOYS「また逢おうと竜馬は言った」（2016年5月28日 - 6月12日、サンシャイン劇場 / 6月16日 - 6月20日、新神戸オリエンタル劇場）
- K -Lost Small World-（2016年7月22日 - 24日、AiiA 2.5 Theater Tokyo / 7月30日・31日、京都劇場） - 十束多々良 役
- Dステ19th「お気に召すまま」（2016年10月14日 - 30日、本多劇場 / 11月12日・13日、シベールアリーナ / 11月19日・20日、兵庫県立芸術文化センター 阪急 中ホール） - ロザリンド役
- 金色のコルダBlue♪Sky Second Stage（2016年12月8日 - 18日、全労済ホール スペース・ゼロ） - 主演 如月響也 役

2017年
- あんさんぶるスターズ！On Stage Take Your Marks！（2017年1月5日 - 17日、AiiA2.5 Theater Tokyo / 1月25日 - 29日、梅田芸術劇場シアター・ドラマシティ） - 天祥院英智 役
- 歴タメLive 〜歴史好きのエンターテイナー大集合!〜第2弾（2017年7月27日 - 29日、YAMANO HALL）
- 夜ふかしの会ライブ「堤幸彦＋夜ふかしの会＋おどろくべきゲストによる狂乱の120分」（2017年8月20日、中目黒キンケロ・シアター）
- あんさんぶるスターズ！エクストラ・ステージ〜Judge of Knights〜（2017年9月7日 - 18日、シアター1010 / 9月22日 - 24日、新神戸オリエンタル劇場） - 天祥院英智 役
- K -MISSING KINGS-（2017年10月19日 - 22日、AiiA 2.5 Theater Tokyo / 10月26日 - 29日、京都劇場） - 十束多々良 役

2018年
- あんさんぶるスターズ！オン・ステージ〜To the shining future〜（2018年1月19日 - 21日、梅田芸術劇場シアター・ドラマシティ / 1月25日 - 2月5日、シアター1010）- 天祥院英智 役
- 御茶ノ水ロック THE LIVE STAGE（2018年3月30日 - 4月15日、AiiA 2.5 Theater Tokyo） - 奈良悠介 役
- 舞台「刀剣乱舞」悲伝結の目の不如帰（2018年6月2日 - 6日、明治座 / 6月14日 - 7月1日、京都劇場 / 7月4日 - 6日、アルモニーサンク 北九州ソレイユホール / 7月19日 - 22日、日本青年館ホール / 7月25日 - 29日、天王洲銀河劇場）- 鶯丸 役
- 戦刻ナイトブラッド（2018年8月16日 - 26日、天王洲銀河劇場） - 上杉謙信 役
- 歴タメLive 〜歴史好きのエンターテイナー大集合!〜第3弾（2018年9月8日・9日、EXシアター六本木）
- 音楽朗読劇「ヘブンズ・レコード〜青空篇〜」（2018年10月10日 - 12日、有楽町よみうりホール / 10月18日 - 21日、神戸新聞松方ホール）

2019年
- 妖怪アパートの幽雅な日常（2019年1月11日 - 27日、紀伊國屋サザンシアター）- 主演 稲葉夕士 役
- 機動戦士ガンダム00 -破壊による再生-Re:Build（2019年2月15日 - 18日、日本青年館ホール / 2月23日 - 24日、森ノ宮ピロティホール）グラハム・エーカー 役
- K -RETURN OF KINGS- （2019年3月1日 - 10日、天王洲銀河劇場 / 3月15日 - 17日、大阪メルパルクホール） - 十束多々良 役（映像出演）
- 歴タメLive 〜歴史好きのエンターテイナー大集合!〜第4弾（2019年3月15日・16日、EXシアター六本木） - ゲスト出演
- 銀河鉄道999 さよならメーテル〜僕の永遠（2019年4月20日 - 29日、明治座 / 5月10日 - 12日、梅田芸術劇場メインホール）- 機械伯爵 / ハミル 役
- Reading♥Stage「百合と薔薇」（2019年6月11日、品川プリンスホテル クラブeX）
- 舞台「刀剣乱舞」慈伝日日の葉よ散るらむ（2019年6月14日 - 23日、品川ステラボール / 6月28日 - 7月7日、サンケイホールブリーゼ / 7月11日 - 15日、AiiA 2.5 Theater Kobe / 7月19日 - 8月4日、品川ステラボール） - 鶯丸 役
- 東映ムビ×ステ『GOZEN - 狂乱の剣 -』（2019年9月12日 - 23日、サンシャイン劇場 / 9月27日 - 29日、梅田芸術劇場シアター・ドラマシティ） - 結城蔵人 役
- 舞台版『PSYCHO-PASS Chapter1 -犯罪係数-』（2019年10月25日 - 11月10日、品川ステラボール） - 槙島聖護 役
- イノサンmusicale （2019年11月29日 - 12月10日、ヒューリックホール東京） - アンドレ・ルグリ 役

2020年
- 青木豪演出「十二夜」（2020年3月6日20日 - 22日、本多劇場 ※一部公演中止/ 3月29日 - 31日、近鉄アート館 ※全公演中止） - 主演 ヴァイオラ 役
- ミュージカル『EDGES －エッジズ－』By Benj Pasek & Justin Paul チームCRAB公演 （2020年6月22日 - 7月15日、DDD青山クロスシアター ※全公演中止）
- STAGE GATE VRシアター vol.1『Defiled -ディファイルド-』（リーディングスタイル） （2020年7月6日・12日、DDD青山クロスシアター / VR配信） - ハリー・メンデルソン 役
- 『ヒプノシスマイク-Division Rap Battle-』Rule the Stage -track.2- （2020年5月公演中止 → 8月12日 - 19日、品川ステラボール） - 夢野幻太郎 役
- STAGE GATE VRシアター vol.2『Equal -イコール-』（リーディングスタイル） （2020年9月29日・10月3日・12日、DDD青山クロスシアター / VR配信）
- 舞台「BIRTH」 （2020年10月10日 - 21日、よみうり大手町ホール） - 主演 ダイゴ 役（Wキャスト）
- 恋を読む vol.3 『秒速5センチメートル』 （2020年10月22日、ヒューリックホール東京）- 遠野貴樹 役
- 舞台「No.9 -不滅の旋律-」〈再々演〉 （2020年12月13日 - 2021年1月7日、TBS赤坂ACTシアター / 【11月、オーストリア・ウィーン（フォルクス劇場）※ベートーヴェン生誕250周年の記念公演として開幕が予定されていたが、新型コロナウイルスの感染状況を考慮し公演中止となった。】） - ニコラウス・ヨーハン・ベートーヴェン 役

2021年
- 『ヒプノシスマイク-Division Rap Battle-』Rule the Stage -track.4- （2021年2月5日 - 19日、TOKYO DOME CITY HALL / 2月25日 - 28日、メルパルクホール大阪 / 3月5日 - 7日、福岡サンパレス ホテル&ホール） - 夢野幻太郎 役
- 『ヒプノシスマイク-Division Rap Battle-』Rule the Stage -track.2 replay- （2021年3月11日 - 21日、品川ステラボール） - 夢野幻太郎 役
- FICTIONAL STAGE「亡国のワルツ」 （2021年4月16日 - 29日、あうるすぽっと） - 主演 スズキ 役
- A New Musical『ゆびさきと恋々』 （2021年6月4日 - 13日、本多劇場） -  主演 逸臣 役
- ミュージカル『王家の紋章』 （2021年8月5日 - 28日、帝国劇場 / 9月4日 - 26日、博多座） - ルカ、ウナス 役（Wキャスト）
- ミュージカル「マイ・フェア・レディ」 （2021年11月14 - 28日、帝国劇場 / 全国ツアー公演 12月4日、ウェスタ川越 大ホール / 12月11日、盛岡市民文化ホール / 12月18日、札幌文化芸術劇場 hitaru） - フレディ 役（Wキャスト）

### ライブ・イベント
- D2イベント
  - D2 クリスマス会（2010年12月25日、表参道GROUND）
  - D2 1周年イベント（2011年5月22日、表参道GROUND）
  - D2 第II回クリスマス会（2011年12月24日、表参道GROUND）
  - D2 後輩会（2012年5月6日、表参道GROUND）
  - D2 fan for all, all for fans（2013年11月23日、表参道GROUND）
- D-BOYSライブイベント
  - D-BOYS 春どこ2011（2011年2月11日 - 13日、恵比寿ザ・ガーデンホール）
  - D-BOYS 夏どこ2011（2011年7月18日、幕張イベントホール）
  - D2 春どこ2012（2012年2月17日 - 19日、竹芝NEW PIER HALL）
  - D-BOYS 10years プレミアムD-live（2014年5月19日 - 25日、AiiA Theater Tokyo）
  - D-LIVE 2015（2015年8月7日 - 10日、恵比寿ザ・ガーデンホール）
- 戦国鍋TV〜tvkに40年の歴史あり! 祝ってみせようホトトギスLIVE〜（2012年10月20日、横浜赤レンガパーク）
- 戦国鍋TVライブツアー 〜武士ロックフェスティバル2013〜（2013年1月8日・9日、Zepp東京 / 1月11日、Zeppなんば大阪）
- 局中音楽館LIVE 〜幕末フェスティバル〜（2013年8月16日 - 18日、赤坂BLITZ）
- ミステリーナイト2014「白い靴の訪問者」（2014年7月18日・19日、リーガロイヤルホテル大阪 / 8月9日 - 11日、西鉄グランドホテル / 8月14日 - 18日、ホテルメトロポリタン池袋）[69]
- p.o.t 3周年記念バスツアー 〜D2ふれあい旅 キミとボクと時々ひつじ〜（2015年4月4日）
- 年越RUN舞で☆るンバ 〜走ったり、踊ったり、しゃべったり〜 （2015年12月31日、明治座）
- p.o.t バスツアー 〜D2夏！あつ夏旅☆アロハはそこまできているぞっ〜 in静岡日帰り（2016年7月9日）
- 加藤将 26thバースデーイベント （2018年9月1日、東京総合美容専門学校 佐々木学園マルチホール） - ゲスト出演[70]
- あんステフェスティバル（2018年9月22日 - 24日、横浜文化体育館 / 9月26日・27日、神戸ワールド記念ホール） - 天祥院英智 役[71]
- 夜な夜なバチェラー飯 THE PARTY 〜YOKOHAMAから愛を添えて〜（2019年3月10日、関内ホール）[72]
- 舞台『銀河鉄道999』〜ライブ イン 北九州2019〜（2019年5月2日、北九州芸術劇場 大ホール）
- 「刀剣乱舞-ONLINE-」五周年記念 「刀剣乱舞 大演練」（2020年8月11日、東京ドーム ※公演中止） - 鶯丸 役[73]
- 『ヒプノシスマイク-Division Rap Battle-』Rule the Stage -Battle of Pride-（2021年8月14日・15日、丸善インテックアリーナ大阪 / 8月24日・25日、ぴあアリーナMM） - 夢野幻太郎 役（映像出演）[74]

### Web配信
※有料番組のみ記載
- 陳内将×前山剛久『じんまえ』（2020年6月23日、AXEL CHANNEL）[75]
- オンライン朗読劇「STAY STILL SHOW」（2020年7月28日、シアターコンプレックス）
- 「刀剣乱舞-ONLINE-」五周年記念「刀剣乱舞 大演練〜控えの間〜」（2020年8月11日、DMM.com）[76]
- 『ヒプノシスマイク-Division Rap Battle-』Rule the Stage -2nd Battle- （2020年8月20日、シアターコンプレックス）
- 『ヒプノシスマイク-Division Rap Battle-』Rule the Stage -Final Battle- （2020年10月31日、シアターコンプレックス）
- マーダーミステリーシアター『演技の代償』（2021年2月20日、SPWN）[77]
- マーダーミステリーシアター『裏切りの晩餐』 （2021年12月15日、SPWN・シアターコンプレックス） - 南瑛人 役[78]

### その他テレビ番組
- D2のメシとも！（2011年8月 - 9月、朝日放送）
- 戦国鍋TV 〜なんとなく歴史が学べる映像〜 第二期（2012年4月 - 9月、テレビ神奈川 / 千葉テレビ放送 / テレビ埼玉 / サンテレビジョン）   
「MUSIC TONIGHT」 - AKR四十七・大石主税 役 / 幕×JAPAN・KOGORO（桂小五郎） 役、 「ヘアアーティスト毛利」 - 尼子義久 役
- TV・局中法度! （2012年10月 - 2013年3月、テレビ神奈川/千葉テレビ放送/テレビ埼玉/サンテレビジョン）   
「新撰組〜誠ノ書〜」 - 山野八十八 役、「曲中音楽館」 - 脱☆ローニング武士メン・藤堂平助 役 / DAN-DARA團・斎藤一 役 / you too・桂小五郎 役 / 勇と歳三からの総司と左之助、ときどき黒猫・黒猫 役 / 御法度BOYS・山野八十八 役、「フリーター高虎くん」 - 藤堂高虎 役
- ゲイジツ野郎 〜アートが学べるかもなTV〜（2012年10月、フジテレビ）[79]
- 俺の地図帳 〜地理メンBOYSが行く〜 ファーストシーズン（2014年4月 - 9月、読売テレビ)
- 俺の地図帳 〜地理メンBOYSが行く〜 セカンドシーズン（2015年4月 - 9月、読売テレビ)
- 世界史ちゃんTV 〜何となく歴史が学べるVTR〜（2014年12月8日・10日、NHKBSプレミアム）
- おはスタ（2015年4月 - 2017年3月、テレビ東京） - デュエマスター・タカ 役
- デュエル・マスターズTV!!（2015年4月 - 2017年3月、キッズステーション） - デュエマスター・タカ 役
- メンズ温泉 （2015年７月10日・17日、BSジャパン）
- ハァハァ♡耳キュン男子 （2015年8月3日、日本テレビ）[80]
- 志都呂でドキドキ！MALL de たのしモール （2015年11月14日、静岡朝日テレビ）[81]
- 幕末☆PRINCE 第3回 （2016年9月20日、中京テレビ）
- MAG!C☆PRINCEのマジ☆弟子 season2 第3回 （2017年10月15日、テレビ東京）
- あにレコTV（2018年6月11日、テレビ東京）
- 舞台「刀剣乱舞」悲伝結いの目の不如帰 密着ドキュメンタリー （2018年7月5日・12日・19日・26日、テレビ東京）
- 夜な夜なBACHELOR飯 #3、#11、#12（2018年11月3日・2019年1月5日・12日、tvk他）[82]
- 2.5次元男子推しTV シーズン3 第二回（2018年11月23日、wowow）[83]
- 2.5次元ナビ！#21 （2018年12月21日、日テレプラス）[84]
- お笑いABEMA CUP2021〜ワタナベNo.1決定戦 （2021年2月15日、AbemaTV） - VTRナレーター[85]
- 2.5次元ナビ！#50 （2021年5月24日、日テレプラス）[86]
- オダイバ！！超次元音楽祭〜Z世代のスター大集合SP〜 （2021年8月15日・20日、フジテレビ・フジテレビTWO）- 夢野幻太郎 役[87]

### ラジオ
- D2のオールナイトニッポンモバイル -こちらD2探偵社-（2013年1月 - 2015年9月、ニッポン放送） - 不定期レギュラー出演
- 刀剣乱舞2.5ラジオ（2019年5月19日・26日、ニッポン放送） - ゲスト出演
- あさステ! （2019年8月13日・20日、文化放送 超!A&G+） - ゲスト出演
- 眠れない貴女へ（2020年1月19日、NHKFM） - ゲスト出演
- 劇ナビ!! （2020年2月26日、FM世田谷） - ゲスト出演
- 浦井健治のDressing Room（2021年9月2日・16日・23日、ニッポン放送） - ゲスト出演

### CM
- あんさんぶるスターズ！ ブルゾンちえみ with あんスタ編（2017年10月、Happy Elements） - 天祥院英智 役[88]
- タウンワーク 胸キュンレストラン第2弾 （2018年3月、WebCM）[89]

### ゲーム
- 仮面ライダーバトル ガンバライド（2013年、アーケード） - グレムリン 役
- スーパーヒーロージェネレーション（2014年10月23日、PS3・PS Vita） - グレムリン / グレムリン（進化体） 役
- 千銃士:Rhodoknight（2021年11月24日 - 2022年1月、iOS・Android） - 邑田 役（初代）[90][91]

### PV
- 中川翔子「桜色」（2011年4月6日、Sony Records）- バンドメンバー 役[92]

## その他の作品

### 写真集
- D2ファースト写真集『Always』（2012年9月18日、学研パブリッシング）[93]
- 前山剛久1st写真集『Dream of me.』（2018年11月1日、東京ニュース通信社）[94]
- 前山剛久カレンダー2020 （2019年10月29日、東京ニュース通信社）[95]
- 前山剛久2021カレンダーブック （2020年10月5日、東京ニュース通信社）[96]
- 前山剛久ビジュアルブック「Artist」（2021年8月5日、東京ニュース通信社）[97]

### CD
- TV・局中法度! 局中音楽館（2012年12月26日、キングレコード）
- TV・局中法度! 局中音楽館 其の弐（2013年3月27日、キングレコード）
- Dステ12th「TRUMP」メモリアルシングルCD「星の轍 / 虜のペンデュラム」（2013年7月20日、ポニーキャニオン）
- 戦国鍋TV ミュージック･トゥナイト なんとなく歴史が学べるCD 再出陣!編（2013年1月9日、スターチャイルド）- 大石主税・KOGORO 役
- あんさんぶるスターズ！On Stage 舞台オリジナルソングCD（2018年9月12日、Marvelous Entertainment） - 天祥院英智 役
- 舞台『刀剣乱舞』悲伝 結いの目の不如帰 オリジナル・サウンドトラック（2018年11月28日、Marvelous Entertainment） - 鶯丸 役
- あんさんぶるスターズ！On Stage 配信限定シングル 「Angel's Wing / Festival Stage!」 （2018年12月19日、Marvelous Entertainment） - 天祥院英智 役
- 舞台『刀剣乱舞』慈伝 日日の葉よ散るらむ オリジナル・サウンドトラック（2020年1月8日、Marvelous Entertainment） - 鶯丸 役
- 『ヒプノシスマイク-Division Rap Battle-』Rule the Stage -Championship Tournament- Blu-ray/DVD付属CD「Champions In Da House」（2021年2月3日、キングレコード） - 夢野幻太郎 役[98]
- 『ヒプノシスマイク-Division Rap Battle-』Rule the Stage『Turn up the Stage』（2022年4月27日、キングレコード） - 夢野幻太郎 役[99]

### 連載
- PASH!「前山剛久のまえ日。」（2017年9月号 - 2018年8月号、主婦と生活社）
- 週刊TVガイド 「Mae Channel」（2021年7/16号 - 9/22号、東京ニュース通信社）

### 関連作品
- ポールダンシングボーイ★ず Official Photo Book（2011年5月25日、学研パブリッシング）
- D2 2012年度カレンダー（2012年3月、ワタナベエンターテインメント）
- 戦国鍋TVビジュアルBOOK（2012年10月20日、扶桑社）
- PRINCE SERIES D2 トレーディングカード（2012年12月21日、学研パブリッシング）
- 戦国鍋TV AKR四十七フィーチャリング吉良 2013年版カレンダー（2013年2月5日、tvk）
- 仮面ライダーウィザード キャラクターブック2 The Last Magic（2013年10月3日、東京ニュース通信社）
- 仮面ライダーウィザード フォトアルバム（2013年9月17日、学研パブリッシング）
- 俺の地図帳〜公式ざっくりガイド〜（2014年12月3日、メディアボーイMOOK）
- 『あんステフェス』メモリアルブック（2019年3月26日、Marvelous Entertainment）
- 『ヒプノシスマイク-Division Rap Battle-』Rule the Stage -track.2- ビジュアルブック（2021年2月3日、ネルケプランニング）
- 『ヒプノシスマイク-Division Rap Battle-』Rule the Stage -Battle of Pride- ビジュアルブック（2022年1月5日、ネルケプランニング）